# Giant Rooks
Giant Rooks — це інді-рок-гурт з німецького міста Гамм, заснована 2014 року. Увагу гурт привернув 2016 року, вигравши приз popNRW-Preis у категорії відкриття року.

## Історія

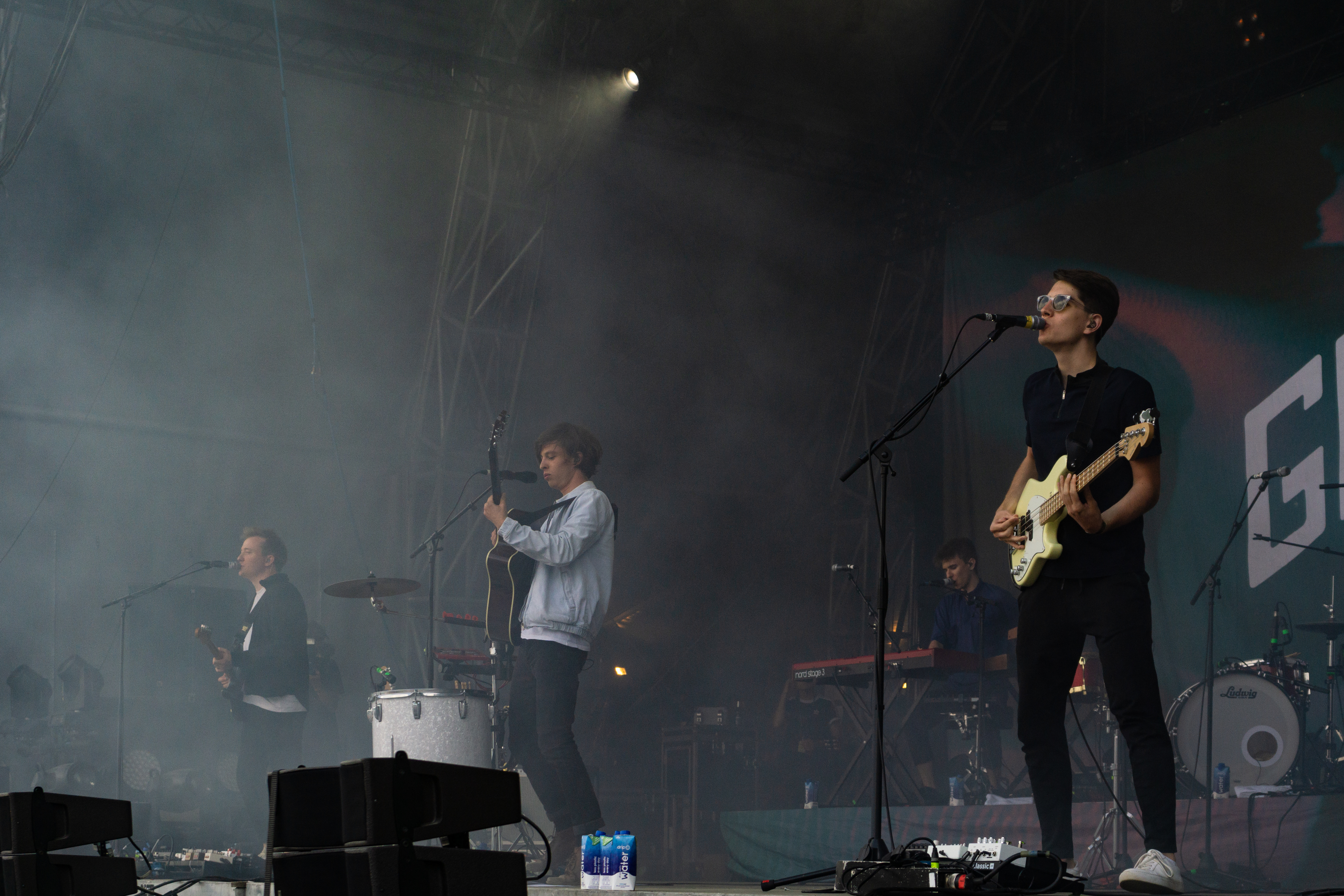
Giant Rooks

До складу гурту входять Фредерік Рабе (вокал, гітара, ударні, синтезатор), Фін Швітерс (гітара), Лука Гьоттнер (бас), Фінн Томас (ударні) та Джонатан Вішньовські (фортепіано, синтезатор).
2015 року гурт випустив свій перший мініальбом — The Times Are Bursting the Lines. Наступного року з'явився другий мініальбом під назвою New Estate. Вони виступали на розігріві з Razz, Kraftklub, Von Wegen Lisbeth та The Temper Trap, а також з'явились на кількох фестивалях 2016 року. Незабаром після їхньої перемоги на popNRW-Preis вони посіли третє місце на нагороді New Music Award від підрозділу дитячого мовлення ARD.
Протягом 28 днів на початку 2018 року вони взяли участь у 23-му шоу-турне по Німеччині, Австрії та Швейцарії.

## Дискографія

### Альбоми
- 2020 — Rookery

### Мініальбоми
- 2015 — The Times Are Bursting the Lines
- 2017 — New Estate
- 2019 — Wild Stare

### Сингли
- 2017 — New Estate
- 2017 — Bright Lies
- 2018 — Wild Stare
- 2019 — Tom's Diner (with AnnenMayKantereit)
- 2020 — Watershed
- 2020 — What I Know Is All Quicksand

#### Фіти (гостьова участь)
- 2017 — Another Heart / Another Mind (Razz feat. Giant Rooks)